# Alexander Taransky
Alexander Taransky (ur. 8 stycznia 1941, zm. 8 grudnia 2017) – australijski łucznik, olimpijczyk.
Reprezentował Australię w strzelectwie na Letnich Igrzyskach Olimpijskich 1968, które odbyły się w mieście Meksyk, zajmując 19. miejsce. Po raz drugi reprezentował kraj na Letnich Igrzyskach Olimpijskich 1972 w Monachium, gdzie zajął 18. miejsce. Trzeci raz uczestniczył w Letnich Igrzyskach Olimpijskich 1976, zajmując 34. miejsce.